# Redlands-Downtown (Metrolink)
La  Estación Redlands-Downtown (en inglés: Redlands-Downtown station), es una estación de tren regional de la línea San Bernardino y línea Arrow de Metrolink en el centro de Redlands, California, área suburbana de Los Ángeles en Estados Unidos.

## Descripción
Inaugurada el 24 de octubre de 2022, la estación cuenta con dos plataformas laterales. El andén nuevo norte es de la línea San Bernardino y el andén al sur, el depot histórico es utilizado por la línea Arrow. La razón de dos plataformas separadas, la línea Arrow es tren ligero y la línea San Bernardino es tren de cercanías. La estación Metrolink es propiedad de la Autoridad de Transportación del Condado de San Bernardino y el depot de lado sur de una compañía privada llamada "Redlands Railway District LLC". El depot histórico se construyó originalmente en 1888, y prestaba servicio a la líneas de Pacific Electric, y Santa Fe. Pacific Electric descontinuo servicio en 1938. El 19 de octubre de 1991 se unió al registro como lugar histórico patrimonial de Estados Unidos.
La ciudad de Redlands construyó un estacionamiento de cuatro niveles para más de 380 vehículos.

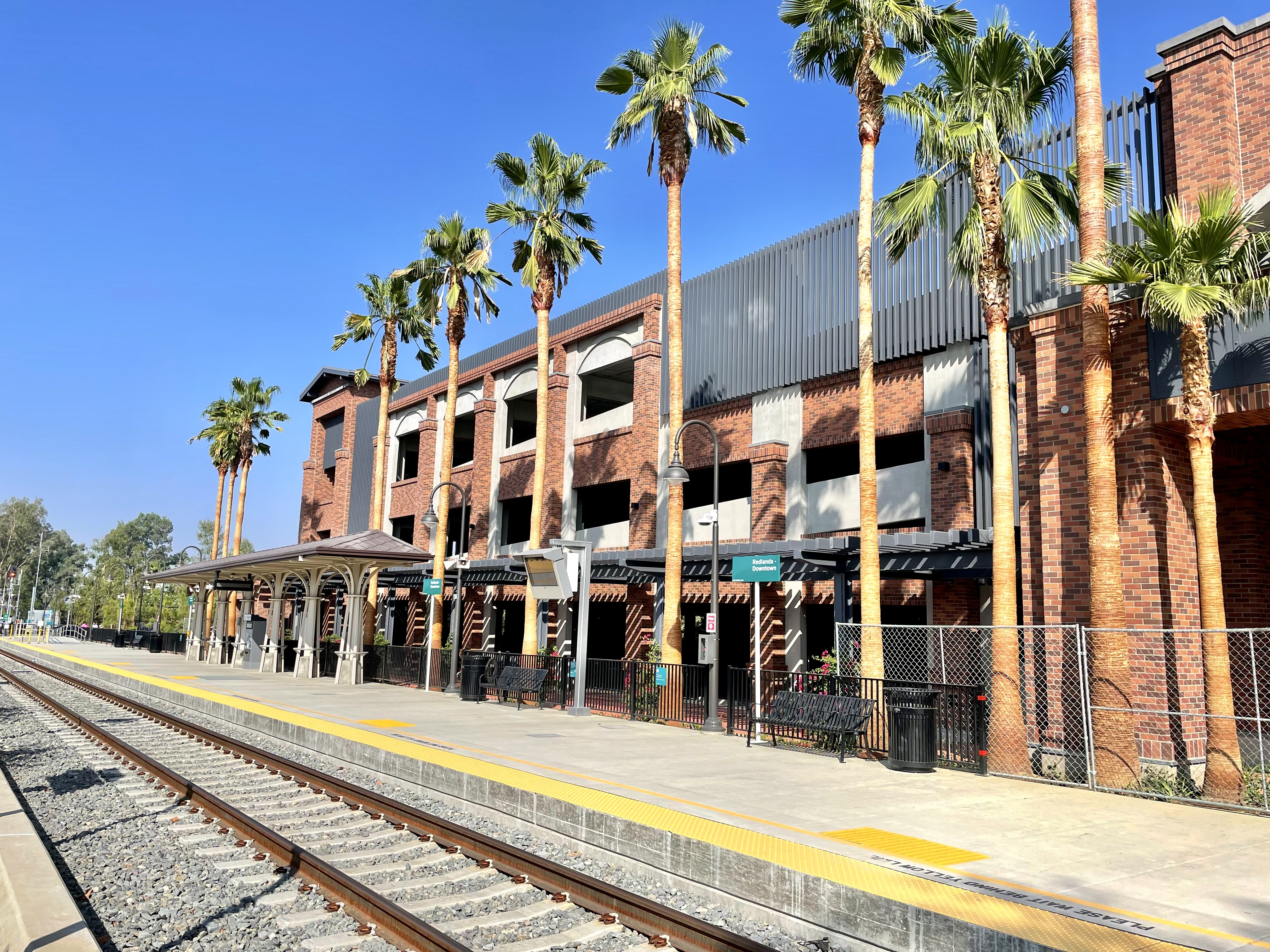
Andén sur de Metrolink con el aparcamiento de cuatro niveles al fondo en 2022.

## Servicio
Un tren express de la línea San Bernardino sale de la estación Redlands-Downtown station, cada mañana entre semana para Union Station de Los Ángeles. Por la tarde regresa el tren express para Redlands.

Arrow opera todo los días aproximadamente entre las 4:00 a.m. y las 11:00 p.m. Llegan cada 30 minutos por la mañana y por la noche, y cada 60 minutos desde medio día hasta media tarde. Los fines de semana, los trenes operan entre las 7:30 a.m. y las 10:00 p.m., con una frecuencia de 60 minutos. La mayoría de los horarios de los viajes están coordinados para permitir tiempos de conexión relativamente cortos con los trenes de la línea San Bernardino, en la estación San Bernardino-Downtown para viajes hacia Los Ángeles.

## Lugares de interés
- Downtown Redlands - centro de atracciones, restaurantes y antros.
- Estacion (Depot) de Santa Fe original de 1888.
- Redlands Public Market Puestos de Comida/Food Hall.
- Lincoln Memorial Shrine - Museo de Abraham Lincoln.
- Redlands Bowl - Anfiteatro al aire libre.

## Conexiones
líneas de bus -
- Omnitrans - ruta: 8, 15 y 19
- Beaumont Transit - ruta: 125